# رزق سليمية
رزق عبد الرحمن سالم سليمية  (10 نوفمبر 1969 – ) أكاديمي وأستاذ جامعي فلسطيني، يشغل منذ مارس 2024 منصب وزير وزارة الزراعة ضمن حكومة محمد مصطفى.

## حياته
وُلد رزق سليمية عام 1969 في بلدة إذنا قضاء الخليل.
درس البستنة في جامعة عدن بين عامي 1990 و1994 وحصل منها على شهادة البكالوريوس. وبين عامي 1996 و1997 حصل على شهادة الماجستير في الزراعة المحمية من معهد البحر الأبيض المتوسط الزراعي في خانيا باليونان، وبين عامي 2000 و2004 حصل على شهادة الدكتوراه في علم النبات من جامعة أرسطو في اليونان.
عمل سليمية رئيسًا لقسم التعليم الزراعي في وزارة التربية والتعليم الفلسطينية، ومحاضرًا في جامعة الخليل وجامعة فلسطين التنقية – خضوري.
عُين في عام 21 ديسمبر 2020 رئيسًا لجامعة نابلس للتعليم المهني والتقني واستمر حتى 2024.
في 28 مارس 2024، اعتمد الرئيس محمود عباس التشكيلة الوزارية للحكومة الفلسطينية التاسعة عشرة التي يرأسها محمد مصطفى ومنحها الثقة. وفي 31 مارس 2024، أدى سليمية اليمين القانونية وزيرًا لوزارة الزراعة في مقر الرئاسة الفلسطينية بمدينة البيرة.